# Ali Price
Alistair („Ali“) William Price (* 12. Mai 1993 in King’s Lynn, England) ist ein schottischer Rugby-Union-Spieler südafrikanischer Herkunft. Er spielt auf der Position des Gedrängehalbs für das schottische Franchise Glasgow Warriors und für die schottische Nationalmannschaft.

## Biografie

### Vereinskarriere
Geboren in King’s Lynn in der Grafschaft Norfolk, ging Price in Wisbech in Cambridgeshire zur Schule. Das Rugbyspielen erlernte er beim West Norfolk Rugby Club. Aufgrund seiner schottischen Verwandtschaft (seine Mutter stammt aus Troon in South Ayrshire) entschloss er sich, seine Sportkarriere auf Schottland auszurichten. Dies geschah 2011, als er bei den Bedford Blues in der zweiten englischen Liga zu spielen begonnen hatte und ein Talentscout ihn an die Scottish Rugby Union (SRU) vermittelte.
Nachdem er 2013 für die Saracens aus London als Leihspieler ein einziges Spiel bestritten hatte, schloss sich Price in der Saison 2013/14 dem Elite-Entwicklungsprogramm der Glasgow Warriors an. Im Rahmen dieser Vereinbarung spielte er zunächst für den Stirling County RFC in der Scottish Premiership. Nach dem Abschluss der Scottish Rugby Academy, dem Förderprogramm der SRU, wechselte er im Februar 2015 als Profi zu den Glasgow Warriors. Sein erstes Spiel für diese Mannschaft in der Pro12 hatte er bereits im Jahr zuvor bestritten. Zu seinen Erfolgen mit den Warriors gehören der Pro12-Meistertitel 2015 und das Erreichen des Finales des EPCR Challenge Cup in der Saison 2022/23.

### Nationalmannschaft
2013 spielte Price fünfmal für die U20-Nationalmannschaft. Sein Debüt für die schottische Nationalmannschaft gab er am 26. November 2016 in Kilmarnock beim 43:16-Sieg gegen Georgien. Drei Jahre später wurde er in den Kader für die Weltmeisterschaft 2019 berufen und kam im Eröffnungsspiel gegen Irland zum Einsatz. Die weiteren Vorrundenspiele verpasste er wegen einer Fußverletzung. Mit den British and Irish Lions nahm er 2021 an der Südafrika-Tour teil und spielte in allen drei Test Matches gegen die Springboks.